# 牧牛人规则
牧牛人规则（英語：boukólos rule）是一个应用于原始印欧语的音位学规则。该规则指出，在元音*u 或半元音*w 旁边的圆唇软腭塞音（*kʷ, *gʷ, *gʷʰ）会异化成软腭塞音（*k, *g, *gʰ）。 
这条规则的名字来源于其本身的一个例子，古希腊语单词 βουκόλος（boukólos；来自迈锡尼希腊语 q-o-u-ko-ro /gʷou̯kolos/，来自原始印欧语 *gʷou-kolos < *gʷou-kʷolos）“牧牛人”。这个词的原始形式的第二个音节 *-kʷolos 同样也可以在单词 αἰπόλος（aipólos < *ai(ǵ)-kʷolos）“牧羊人”中找到。词根 *gʷou-kolos 是原始凯尔特语词 *bou-koli- 的来源，也是威尔士语词 bugail 的来源（如果 *-kʷ- 未发生异化，则该词将是 bubail）。
另一个例子是希腊语的否定形式 ，沃伦·吉尔将其解释为来自原始希腊语 *ojukid < *(ne) oju kʷid（意为“绝对不行”，英文 not on your life）。如果不使用牧牛人规则，演化结果将是 *。
该规则还适用于日耳曼语族，主要是动词，其中圆唇软腭塞音在响音音节前插入的 -u- 旁发生异化：
- 古高地德语 queman（"来"），过去分词 cuman（"来"），来自原始日耳曼语 *kwemaną 及 *kumanaz
- 哥特语 saiƕan，古高地德语 sehan（"看到"），古高地德语过去式复数形式 sāgun（"看见"），来自原始日耳曼语 *sehwaną 及*sēgun（根据维尔纳定律 -g- 由 -h- 而来）。